# Mixed-Up Mother Goose
Mixed-Up Mother Goose is een computergame van Sierra Entertainment die werd uitgebracht in 1987. Het spel is voornamelijk gericht op jonge kinderen en werd ontworpen door Roberta Williams.

## Spelverloop
In het spel wordt een kind naar bed gebracht en als hij/zij in slaap valt komt het in een droomwereld terecht genaamd Mother Goose. Ze hebben daar dringende hulp nodig. Zo heeft Humpty Dumpty zijn ladder nodig om op de muur te klimmen, heeft Mary haar lammetje werd nodig en zijn Jack and Jill op zoek naar hun emmer.
Telkens als de speler het voorwerp naar zijn bestemming heeft gebracht klinkt er een deuntje van een traditioneel kinderliedje. Wanneer de speler zijn opdracht heeft volbracht wordt die bij zijn laatste bestemming opgehaald door een gans. Vervolgens vliegt hij weer weg. Uiteindelijk blijkt dit allemaal gedroomd te zijn.
Er verschenen later meerdere versies van het spel.

## Liedfragmenten
- There Was a Crooked Man (kromme sixpence)
- Hey Diddle Diddle (Viool)
- Hickory Dickory Dock (Muis)
- Humpty Dumpty (Ladder)
- Jack and Jill (Emmer)
- Jack Be Nimble (Kandelaar)
- Jack Sprot (Ham)
- Little Bo Peep (Twee Schapen)
- Kleine Jack Horner (Taart)
- Little Miss Muffet (Miss Muffet; ze moet naar de tuffet worden geleid)
- Kleine Tommy Tucker (Broodmes)
- Mary Had a Little Lamb (Lam)
- Mary, Mary, Quite Contrary (Gieter)
- Old King Cole (Pipe, Bowl, Fiddlers Three in het originele spel; ingekort tot slechts een Pipe in latere versies)
- Peter Peter Pumpkin Eater (Peter's vrouw)
- Ride a cock horse to Banbury Cross (hobbypaard)
- There was an Old Woman Who Lived in a Shoe (kom bouillon)
- Where, O Where Has My Little Dog Gone?  (Hondje)

## Referentie
- Dit artikel of een eerdere versie ervan is een (gedeeltelijke) vertaling van het artikel Mixed-Up Mother Goose op de Engelstalige Wikipedia, dat onder de licentie Creative Commons Naamsvermelding/Gelijk delen valt. Zie de bewerkingsgeschiedenis aldaar.